# Crosby (Észak-Dakota)
Crosby település az Amerikai Egyesült Államok Észak-Dakota államában, Divide megyében, melynek megyeszékhelye is. Lakosainak száma 1065 fő (2020. április 1.).

## Népesség
A település népességének változása:

| 2010 | 1 070 |
| 2020 | 1 065 |